# Gahororo (periodiskt vattendrag i Burundi, Muramvya)
Gahororo är ett periodiskt vattendrag i Burundi.   Det ligger i provinsen Muramvya, i den centrala delen av landet, 30 kilometer öster om huvudstaden Bujumbura.
Omgivningarna runt Gahororo är en mosaik av jordbruksmark och naturlig växtlighet. Runt Gahororo är det tätbefolkat, med 369 invånare per kvadratkilometer.